# Anselmo Macías Valenzuela
El General Anselmo Macías Valenzuela (n. Agiabampo, Sonora, 5 de abril de 1896 - ¿?, 16 de diciembre de 1965) fue un militar revolucionario y político mexicano, que ocupó la gubernatura del estado de Sonora.
Anselmo Macías Valenzuela se alistó en las fuerzas constitucionalistas a principios de 1913, causando alta en el Décimo Batallón de Sonora. Participó en las operaciones contra Victoriano Huerta y la Convención de Aguascalientes, a las órdenes de Álvaro Obregónn. Mando distintas corporaciones, entre ellas uno de los batallones de las guardias presidenciales; ascendió a general de brigada y tuvo a su cargo varias jefaturas de operaciones militares en la República. Fue elegido gobernador y tomó posesión el 1 de septiembre de 1939, terminando el cargo el 31 de agosto de 1943.
Durante su cuatrienio, el 12 de octubre de 1942, fue fundada la Universidad de Sonora.
Después de entregar la gubernatura al General Abelardo L. Rodríguez, se retiró del ejército y se radicó en Huatabampo, dedicándose a la agricultura.
Fue hermano del también Gral. Pablo Macías Valenzuela, quien ocupó en dos ocasiones la Secretaría de Guerra y Marina.
| Predecesor: Román Yocupicio Valenzuela | Gobernador de Sonora 1939 - 1943 | Sucesor: Abelardo L. Rodríguez |

- Datos: Q5696642